# Pilotwings Resort
Pilotwings Resort (パイロットウイングス?, Pairotto Uingusu Rizōto) è un videogioco di simulazione, sviluppato dalla Monster Games e pubblicato per la console Nintendo 3DS il 25 marzo 2011 in Europa. È il sequel del videogioco del 1996 Pilotwings 64.

## Modalità di gioco
Il gioco presenta due modalità in cui è possibile volare:
- Missioni. La categoria "missioni" comprende 5 livelli di difficoltà in cui sono presenti in ognuno dalle 6 alle 9 missioni (2 o 3 con un tipo di aereo; 2 o 3 con un tipo di jet pack o strumenti simili; 2 o 3 con un tipo di deltaplano o con strumenti simili). In ogni missione bisogna completare degli obbiettivi e il voto finale può partire da 1 stella fino ad arrivare alle 3 stelle rosse. I gradi disponibili nelle missioni sono Allenamento Bronzo, Argento, Oro, Platino e Diamante.
- Volo libero. In volo libero è possibile girare liberamente nei cieli con uno dei velivoli sbloccati. Durante i viaggi che si fanno si possono sbloccare diversi tipi di obbiettivi o oggetti di trovare. Ci sono infatti:
  - Punti informazione. Ce ne sono 75 in totale e ogni punto corrisponde ad un'area dell'isola di Wedge o all'isola di Wuhu.
  - Palloncini. Ce ne sono 120 in totale nascosti nelle due isole. Alcuni si possono trovare solo con l'aereo, altri solo con il jet pack o solo con il deltaplano. Più se ne raccoglie più il tempo di viaggio possibile in volo libero aumenta (dai 2 minuti iniziali fino a salire sempre di più).
  - Oggetti vari. Ci sono 3 tipi di altri oggetti da trovare: le statue Mii, gli anelli d'oro e gli anelli acrobazie. Ce ne sono 60 di ognuna delle 3 categorie. Le statue mii si possono trovare solo con il jet pack, gli anelli d'oro solo con il deltaplano e gli anelli acrobazie solo con l'aereo.

### Velivoli
I velivoli presenti nel gioco sono questi:
- Aereo. Il classico aereo giocabile anche nei predecessori del gioco.
- Jet pack. Il jet pack è uno strumento che consiste in una tuta che indossa il Mii con alcuni razzi, è quindi possibile andare in giro per l'isola di Wuhu volando.
- Deltaplano. Il deltaplano è il velivolo più lento, ma con esso è possibile scattare 4 foto all'isola durante il volo libero, e fino a 6 nelle missioni, per poi salvarle sulla scheda SD allegata alla console.
- Super jet. È un aereo ma con una velocità decisamente superiore.
- Super Jet-pack. Il super jet-pack è un jet-pack potenziato che vola più velocemente.
- Bicicletta alata. La bicicletta alata riprende molto dalla bicicletta presente in Wii Sports Resort, ovvero con questa bici è possibile volare pedalando (quindi cliccando il tasto A del 3DS ripetutamente), ma se si va troppo veloci il Mii starà male e si dovrá attendere qualche secondo prima di poter pedalare di nuovo.
- Tuta-scoiattolo. È un velivolo utilizzabile solo una volta nelle missioni ma non in Volo Libero. La tuta-scoiattolo permette al Mii di volare attraverso i cieli con una tuta particolare ispirata alla pelle degli "scoiattoli volanti", ovvero con una membrana che collega le braccia del personaggio al corpo. In questo modo si può deviare il proprio percorso nel cielo e si può rallentare la propria caduta.

## Sviluppo
Il gioco fu presentato per la prima volta durante l'E3 del 2010 con una demo giocabile. Più avanti i media hanno svelato che nel gioco sarebbe stato possibile usare, oltre all'aereo, anche un razzo a cintura. Pilotwings Resort è il primo gioco uscito per Nintendo 3DS con la possibilità di usare i propri Mii. Il gioco è ambientato sull'isola Wuhu, originariamente presente su Wii Fit Plus e Wii Sports Resort. Il titolo è infatti considerato una sorta di spin-off di quest'ultimo, in quanto era presente un minigioco di volo con aerei nella stessa isola.